# Lou (Gaoua)
Ne doit pas être confondu avec Lou (Sapouy).
Pour les articles homonymes, voir Lou.
Lou est une localité située dans le département de Gaoua de la province du Poni dans la région Sud-Ouest au Burkina Faso.

## Santé et éducation
Le centre de soins le plus proche de Lou est le centre hospitalier régional (CHR) de la province à Gaoua.